# Moka
『moka』（モカ）は日本の女性歌手で、音楽グループEvery Little Thingのボーカリスト・持田香織が2009年8月12日に発売した1枚目のソロ・アルバムである。

## 解説
ソロとしては初のアルバム。
2009年に発売されたシングル曲・カップリング曲4曲に加えて、持田とギタリスト・おおはた雄一、バンド「クラムボン」のボーカリスト・原田郁子の3人によるコラボレーション楽曲「タオ」など合計12曲を収録。
初回限定盤は「タオ」のビデオクリップやオフショット映像が収録されDVD付き。通常盤とはジャケットが異なる。
アルバムタイトルの名付け親は井上陽水で、持田の"mo"と香織の"ka"を合わせたものである。

## 収録曲
| #   | タイトル                            | 作詞           | 作曲             | 編曲           | 時間 |
| --- | ----------------------------------- | -------------- | ---------------- | -------------- | ---- |
| 1.  | 「はじまりとは」                    |                | 小野リサ         | 小野リサ       | 4:12 |
| 2.  | 「Drop」(3rdシングルのカップリング) |                |                  | 村田昭         | 4:08 |
| 3.  | 「タオ」                            |                | おおはた雄一     | 原田郁子       |      |
| 4.  | 「weather」(4thシングルの2曲目)     |                |                  | 村田昭         | 4:42 |
| 5.  | 「雨のワルツ」(3rdシングル)         |                |                  | SAKEROCK       | 4:58 |
| 6.  | 「ABC」                             | ビック・ルンガ | ビック・ルンガ   | ビック・ルンガ | 1:40 |
| 7.  | 「Real and Imagined」               |                | ビック・ルンガ   | ビック・ルンガ |      |
| 8.  | 「プリーズ ミー」                   |                |                  | 村田昭         | 3:20 |
| 9.  | 「静かな夜」(4thシングルの1曲目)    |                |                  | 大橋好規       | 4:26 |
| 10. | 「君のくれた世界」                  |                |                  | 村田昭         | 4:50 |
| 11. | 「ねむれ ねむる」                   |                |                  | 十川知司       | 4:42 |
| 12. | 「Every day Love」                  |                | ショーン・レノン |                | 2:40 |

- M-2は佐藤製薬「BION3」TVCMソング。
- M-3はIMJエンタテインメント、エイベックス・エンタテインメント配給映画「女の子ものがたり」主題歌。アーティスト名は「持田香織と原田郁子とおおはた雄一」。
- M-4はTBS系「日立 世界・ふしぎ発見!」エンディングテーマ。
- M-5のアーティスト名は「持田香織とSAKEROCK」。
- M-9はフジテレビ系「恋時雨 〜恋はときどき泪が出る〜」第1話「通り雨」テーマソング。

| #  | タイトル                                | 作詞 | 作曲・編曲 | 監督 |
| -- | --------------------------------------- | ---- | ---------- | ---- |
| 1. | 「タオ」(ミュージック・ビデオ)          |      |            |      |
| 2. | 「Making Of "moka」(メイキング・ビデオ) |      |            |      |

## 演奏
- 小野リサ：Chorus (#1)
- 有田純弘：Acoustic Guitar (#1)
- 奥山勝：Electric Piano (#1)
- ヤマカミヒトミ：Flute (#1.5)
- Chris Silverstein：Electric Bass (#1)
- 石川智：Drums & Percussions (#1)
- 阿部実：Conga (#1)
- 村田昭
  - Keyboards & Programming (#2)
  - Piano (#4.8)
  - Organ (#4)
  - Wurlitzer (#10)
- 小関純匡：Drums (#2.10)
- 斉藤光隆：Bass (#2.4)
- 秋山浩徳：Acoustic Guitar & Pedal Steel Guitar (#2)
- おおはた雄一：Acoustic Guitar (#3)
- 原田郁子 (クラムボン)：Piano, Chorus (#3)
- 佐藤大剛：Guitar (#4.10)
- 竹森耕平：Drums (#4)
- 星野源 (SAKEROCK)：Acoustic Guitar (#5)
- 伊藤大地 (SAKEROCK)：Drums (#5)
- 田中馨 (SAKEROCK)：Percussion (#5)
- 浜野謙太 (SAKEROCK)：Trombone (#5)
- Asami Nishizawa：Trumpet (#5)
- 長井和明：Tuba (#5)
- 福島幹夫：Clarinet (#5)
- ビック・ルンガ
  - Vocals & Guitar (#6)
  - Piano, Wurlitzer, Strings Arrangement & Backing Vocals (#7)
- Miranda Adams, Rod Ashworth：Violin & Viola (#7)
- Joey Waronker：Drums (#7)
- Tim Arnold：Guitar & Bass (#7)
- Joe Lonie：Guitar (#7)
- 田中義人：Acoustic Guitar (#8)
- 沢田浩史：Bass (#8)
- 江川ゲンタ：Drums & Percussions (#8)
- 大橋好規 (大橋トリオ)：Chorus, Piano, Acoustic Guitar, Wood Bass, Drums (#9)
- 徳永友美：1st Violin (#9)
- 川口静華：2nd Violin (#9)
- 坂口弦太郎：Viola (#9)
- 結城貴弘：Cello (#9)
- 種子田健：Bass (#10.11)
- 田辺晋一：Percussion (#10)
- 田村玄一：Steel Pan (#10)
- 十川ともじ：Piano, Glockenspiel & Programming (#11)
- 鈴川真樹：Ukulele (#11)
- 宮田繁男：Drums (#11)
- ショーン・レノン：All Instruments (#12)